# Atractus vertebrolineatus
Atractus vertebrolineatus este o specie de șerpi din genul Atractus, familia Colubridae, descrisă de Prado 1941. Conform Catalogue of Life specia Atractus vertebrolineatus nu are subspecii cunoscute.